# Foundation for Innovative New Diagnostics

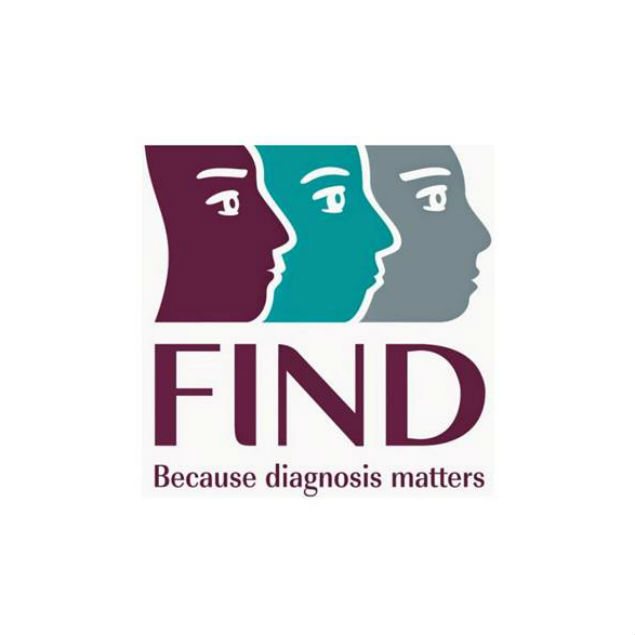

Die Foundation for Innovative New Diagnostics (FIND) (Deutsch: Stiftung für innovative neue Diagnostika) ist eine internationale Non-Profit-Organisation. Sie wurde im Mai 2003 bei der World Health Assembly in Genf gegründet und fördert die Entwicklung, Markteinführung und Anwendung von Diagnostiklösungen für armutsassoziierte Krankheiten und vernachlässigte Tropenkrankheiten. Der Hauptsitz der Organisation in Genf befindet sich auf dem Campus Biotech. Länderbüros befinden sich in Neu-Delhi, Kapstadt, Nairobi und Hanoi.

## Geschichte
FIND wurde auf der 56. Weltgesundheitsversammlung im Jahr 2003 ins Leben gerufen, um auf den dringenden Bedarf an innovativen und erschwinglichen Diagnosetests für Krankheiten in Ländern mit niedrigem und mittlerem Einkommen zu reagieren.
Die Initiative wurde von der Bill and Melinda Gates Foundation und dem WHO-Sonderprogramm für Forschung und Ausbildung auf dem Gebiet der Tropenkrankheiten (TDR) ins Leben gerufen und konzentrierte sich zunächst darauf, die Entwicklung und Bewertung von Tuberkulosetests zu beschleunigen.
Im Jahr 2011 wurde FIND neben DNDi und Medicines for Malaria Venture von der Schweizer Regierung als „Andere internationale Organisation“ anerkannt.
Das Portfolio beinhaltet die Diagnostik unter anderem zu Tuberkulose, AIDS, Malaria, Schlafkrankheit, Leishmaniose, Chagas, Buruli-Ulkus, Hepatitis C, Ebola- und Lassa-Virus.

## Neueste Erfolge
Von 2015 bis 2020 erhielten fünfzehn neue, von FIND unterstützte Diagnosetechnologien die behördliche Genehmigung, und zehn davon wurden bis Ende 2020 in Ländern mit niedrigem und mittlerem Einkommen eingesetzt. Ein Beispiel für solche Tests ist der BIOLINE HAT 2.0 von Abbott, ein Schnelltest für afrikanische Trypanosomiasis, eine Krankheit, die auch als Schlafkrankheit bekannt ist. Im Jahr 2021 spendete Abbott 450.000 dieser Tests, um die Testmöglichkeiten in Ländern mit niedrigem und mittlerem Einkommen zu erweitern.
Im gleichen Zeitraum unterstützte FIND die Entwicklung von vier krankheitsübergreifenden Diagnoseplattformen:
- GeneXpert MTB/RIF von Cepheid für die gleichzeitige schnelle Tuberkulose-Diagnose und den schnellen Antibiotika-Empfindlichkeitstest
- Die LAMP-Plattform von Eiken zum Nachweis von Krankheiten wie Tuberkulose, Malaria, Schlafkrankheit und Leishmaniose[5]
- Truenat von Molbio, ein molekularer Schnelltest für die Diagnose von Infektionskrankheiten
- DCNs Fluoro-Schnelltest für Gonorrhoe[6]

Im April 2020 rief die Weltgesundheitsorganisation die Access to COVID-19 Tools (ACT) Accelerator ins Leben, eine globale Zusammenarbeit zur Beschleunigung der Entwicklung, Produktion und gerechten Verteilung von Impfstoffen, Diagnostika und Therapeutika für COVID-19. Gemeinsam mit dem Globalen Fonds zur Bekämpfung von AIDS, Tuberkulose und Malaria führt FIND die diagnostische Initiative an und arbeitet daran, den Zugang zu Tests zu ermöglichen, indem es die Forschung und Entwicklung, die Notfallaufnahme, die unabhängige Bewertung und die Herstellung von Tests fördert.

## Finanzierung und Leitung
FIND wird von mehr als dreißig Spendern finanziert, darunter bilaterale und multilaterale Organisationen sowie private Stiftungen.
Zu den Mitgliedern des Board of Directors gehören Ilona Kickbusch, George F. Gao, David L. Heymann, Shobana Kamineni und Sheila Tlou. Catharina Boehme, seit 2021 Stabschefin der Weltgesundheitsorganisation, war von 2013 bis 2021 Geschäftsführerin.